# Fabio Quartararo
Fabio Quartararo (sinh ngày 20 tháng 4 năm 1999, biệt danh El Diablo) là một tay đua MotoGP người Pháp. Mùa giải MotoGP 2021 anh đang thi đấu cho đội đua Monster Energy Yamaha MotoGP. Quartararo là tay đua vô địch mùa giải MotoGP 2021.

## Sự nghiệp
Trước năm 2015: Quartararo có thành tích rất cao ở các giải 'thiếu niên'. Anh đã đoạt chức vô địch giải FIM CEV Moto3 Junior World Championship hai năm liên tiếp (2013 và 2014) nên nhận được sự kỳ vọng rất lớn.
2015-2018: Quartararo chính thức thi đấu chuyên nghiệp từ năm 2015. Tuy nhiên Quartararo đã không giành được chức vô địch nào trong những mùa giải Moto3 (2015-2016) và Moto2 (2017-2018). Trong suốt 4 năm này Quartararo cũng chỉ giành được 1 chiến thắng duy nhất ở chặng đua GP Catalunya 2018.
Riêng ở mùa giải 2017, Quartararo phải đeo số 40 (thay vì số 20 quen thuộc) theo yêu cầu của nhà tài trợ HP40.
Năm 2019: Mặc dù vậy, Quartararo vẫn được đội đua Sepang Petronas tin tưởng, giao cho một chiếc xe Yamaha để để đua thể thức MotoGP 2019 với người đồng đội Franco Morbidelli. Và anh đã trở thành bất ngờ lớn nhất của mùa giải, xếp thứ 5 chung cuộc và đoạt danh hiệu tay đua mới xuất sắc nhất. Quartararo có 6 lần giành được vị trí xuất phát đầu tiên và 7 lần bước lên bục podium. Tuy nhiên do sự xuất sắc của Marc Márquez đã ngăn cản Quartararo có được chiến thắng MotoGP đầu tiên.
Ở mùa giải này thì Quartararo cũng gặp một tai nạn nghiêm trọng ở chặng đua GP Anh khi đã bị Andrea Dovizioso tông rất mạnh vào đuôi xe.
Năm 2020: Quartararo khởi đầu mùa giải 2020 vô cùng mạnh mẽ, đã giành pole và toàn thắng hai chặng đua đầu tiên ở trường đua Jerez. Vì thế tất cả đều bất ngờ khi tay đua người Pháp đã thi đấu rất tệ ở các chặng đua còn lại (chỉ giành thêm một chiến thắng ở GP Catalunya) cho nên anh không những không thể cạnh tranh danh hiệu vô địch với Joan Mir-mà còn bị tụt xuống tận vị trí thứ 8 trên BXH tổng.
Mùa giải MotoGP 2021: Fabio Quartararo đổi đội đua với Valentino Rossi, Quartararo đến Yamaha, Rossi đến Petronas.
Sau khi hoàn thành 9 chặng đua đầu tiên của mùa giải thì Quartararo đang dẫn đầu BXH tay đua với khoảng cách 34 điểm so với người gần nhất.
Anh đã giành chiến thắng 4 chặng đua bao gồm GP Doha, GP Bồ Đào Nha, GP Italia và GP Hà Lan. Ở các chặng đua còn lại, Quartararo gặp nhiều sự cố nên đã không thể có thêm chiến thắng. Ví dụ như ở GP Tây Ban Nha, Quartararo bị hội chứng chèn ép khoang do gắng sức mạn tính (arm-pump) khi đang dẫn đầu và để bị tụt xuống tận vị trí thứ 13. Ở GP Catalunya, Quartararo gặp sự cố áo đấu khiến anh bị phạt tới 2 lần trong và sau cuộc đua, cho nên dù là người cán đích ở vị trí thứ 3 nhưng đã bị giáng xuống thứ 6. Ngoài ra số 20 còn có tình huống thay xe lộn vị trí ở GP Pháp.

## Thống kê
Tính đến hết chặng đua GP Emilia Romagna 2021:
| Năm  | Giải đua | Xe       | Đội                          | Số xe | Số chặng | Win | Podium | Pole | FLap | Điểm | Hạng | Vô địch |
| ---- | -------- | -------- | ---------------------------- | ----- | -------- | --- | ------ | ---- | ---- | ---- | ---- | ------- |
| 2015 | Moto3    | Honda    | Team Estrella Galicia 0,0    | 20    | 13       | 0   | 2      | 2    | 0    | 92   | 10th | –       |
| 2016 | Moto3    | KTM      | Leopard Racing               | 20    | 18       | 0   | 0      | 0    | 0    | 83   | 13th | –       |
| 2017 | Moto2    | Kalex    | Pons HP40                    | 40    | 18       | 0   | 0      | 0    | 0    | 64   | 13th | –       |
| 2018 | Moto2    | Speed Up | Speed Up Racing              | 20    | 18       | 1   | 2      | 1    | 1    | 138  | 10th | –       |
| 2019 | MotoGP   | Yamaha   | Petronas Yamaha SRT          | 20    | 19       | 0   | 7      | 6    | 2    | 192  | 5th  | –       |
| 2020 | MotoGP   | Yamaha   | Petronas Yamaha SRT          | 20    | 14       | 3   | 3      | 4    | 2    | 127  | 8th  | –       |
| 2021 | MotoGP   | Yamaha   | Monster Energy Yamaha MotoGP | 20    | 16       | 5   | 10     | 5    | 5    | 278  | 1st  | 1       |
| 2022 | MotoGP   | Yamaha   | Monster Energy Yamaha MotoGP | 20    | 20       | 3   | 8      | 1    | 4    | 248  | 2nd  | –       |
| 2023 | MotoGP   | Yamaha   | Monster Energy Yamaha MotoGP | 20    | 8        | 0   | 1      | 0    | 0    | 64*  | 9th* | –       |
|      |          |          |                              |       | 146      | 12  | 33     | 19   | 14   | 1286 |      | 1       |